# Så ligger man der (film)
|  | Denne artikel er oprettet af botten Steenthbot ud fra en ekstern database. Den kan derfor have sproglige fejl eller mangler. Denne skabelon kan fjernes efter kontrol af indholdet. |

 For alternative betydninger, se Så ligger man der. (Se også artikler, som begynder med Så ligger man der)
Så ligger man der er en dansk kortfilm fra 2007 instrueret af Henrik Vestergaard Nielsen efter eget manuskript.

## Handling
Så liger man dér handler om Kristian, der er ved at gå i hundene, fordi kæresten Heidi har forladt ham. Egentlig er det måske det seksuelle, han savner mest, men han er fortvivlet og vil gøre alt for at få hende tilbage. Hverken gode råd fra vennen Peter eller mødet med den søde Mette hjælper. Han indleder en tåbelig kamp for at få hende tilbage.

## Medvirkende
- Thomas Biehl, Bartender
- Thomas Brok, Ekspedient
- Thomas Maj Fuglsbjerg, Magnus
- Anders Brink Madsen, Peter
- Iben Miller, Mette
- Lene Storgaard, Heidi
- Henrik Vestergaard, Kristian